# Buffalo National River
Pour les articles homonymes, voir Buffalo.
La Buffalo National River est une aire protégée américaine dans les comtés de Baxter, Marion, Newton et Searcy, en Arkansas. Créée le 22 avril 1992, cette National Wild and Scenic River a été la première à être désignée ainsi aux Etats-Unis.  Elle protège 217 km de la rivière Buffalo (sur 243 en tout) et ses rives - comme le Buffalo River Bridge. Elle est gérée par le National Park Service.

## Description
La partie supérieure comprend la plupart des rapides d’eau vive que l’on trouve le long de la rivière et présente une topographie karstique spectaculaire, notamment des dolines et des grottes, des sources et des cascades, des falaises de grès et de calcaire de plus de 150 m de haut et de nombreuses formations rocheuses. 
Le parc abrite le seul troupeau de wapitis de l’État.
La rivière nationale Buffalo est une destination populaire pour le camping, la randonnée, le canoë et la pêche.

## Histoire
La Buffalo National River a été créée par une loi du Congrès le 1er mars 1972, mettant fin aux plans récurrents du Corps des ingénieurs de l’armée américaine de construire un ou plusieurs barrages sur la rivière. La désignation de rivière nationale protège les rivières naturelles contre les utilisations industrielles, les retenues d’eau et autres obstacles qui peuvent modifier le caractère naturel de la rivière ou perturber l’habitat naturel de la flore et de la faune qui vivent dans la rivière ou à proximité. 